# آریکا کورپوریشن
آریکا کورپوریشن (انگلیسی: Arika Corporation) شرکت بازی ویدئویی ژاپنی است، که در سال ۱۹۹۵ تأسیس شد.